# Паштицада
Паштицада (хорв. Pašticada) — хорватское национальное блюдо из тушеной говядины, приготовленной в специальном соусе, популярном в Хорватии. Блюдо часто называют Далматинская паштицада, так как оно берёт начало в Далмации. Это блюдо для важных праздников, включая свадьбы. Паштицаду обычно подают с ньокками или широкой домашней лапшой.
Паштицаду называют вершиной хорватской кухни.

## Рецепт
Это мясное блюдо терпеливого, многоэтапного приготовления, которое, согласно старым рецептам, продолжается несколько дней. Паштицаду готовят из говядины или телятины. Также известны паштицады из конины и крупной дичи. На первом этапе мясо выдерживают в маринаде из ароматизированного уксуса. На втором этапе обжаривают кусок мяса. На третьем тушат в соусе с вином Прошек с добавлением сухофруктов, чаще всего чернослива, и специй, таких как гвоздика, мускатный орех, лавровый лист и перец. После приготовления овощи протирают и смешивают с соусом. Старые рецепты требуют, чтобы блюдо не подавали сразу после приготовления. Мясо нужно охладить, нарезать на кубики, снова обжарить и подать в соусе, который перед этим процедить.

## История
Истоки паштицады точно не известны. Древнейший записанный рецепт из Дубровника датируется XV веком.
В Далматинском селе Велико-Брдо, в предгорьях Биоково возле прибрежного города Макарска, паштицада традиционно служит для празднования дня Святого Иеронима, покровителя деревни, который отмечают 30 сентября.